# Division 1 i ishockey 2002/2003
Division 1 i ishockey 2002/2003 var säsongens tredje högsta ishockeyserie i Sverige. Divisionen bestod av 68 lag geografiskt uppdelade i fyra regioner och sju serier. Norra, Östra och Västra regionen hade två serier vardera där de bästa lagen från varje serie gick vidare till Allettan och de kvarvarande spelade i vårserier. I Division 1 Östra slogs vårserierna ihop till en serie, medan i Västra och Norra spelade man kvar i sina serier även under vårserien.
Från Allettan Norra och Östra gick vinnaren vidare direkt till Kvalserien till Allsvenskan. I norra regionen gick lag 2–3 från Allettan samt vinnarna av vårserien till förkval. Från den västra regionen gick sex lag från Allettan och vinnarna av vårserierna till förkval och i den östra serien gick lag 2–4 från Allettan och vinnaren av vårserien till förkval. I den södra regionen gick de åtta främsta lagen från grundserien till förkval. Vinnarna i förkvalsgrupperna gick därefter vidare till kvalserien till Allsvenskan. Inför nästa säsong minskade den västra regionen serien med två lag och den östra med fyra.

## Deltagande lag
Sedan förra säsongen hade Almtuna (Uppsala), Gislaved och Tierp flyttats ner sportsligt från Allsvenskan. Utöver dessa flyttades även Tingsryd ner från Allsvenskan med anledning av skattebedrägeri. Dessutom hade tio lag flyttats upp från Division 2: Bräcke, Husum, Karlskoga, Malå, Smedjebacken, Söderhamn/Ljusne, Uppsala, Viking (Hagfors), Värmdö och Älvsbyn. Skå (Färingsö), hade flyttats från Division 1 Östra B till A och Trångsund från Östra A till B. I söder hade serie A och B slagits samma till en ny serie med tolv lag.
| Division 1 Norra A                                                                     |
| -------------------------------------------------------------------------------------- |
| Asplöven HC Clemensnäs HC Kalix HF Lycksele SK Malå IF ▲ Tegs SK Vännäs HC Älvsby IF ▲ |

| Division 1 Norra B |
| --- |
| AIK Hockey Härnösand Brunflo IK Bräcke IK ▲ Husum HK ▲ Kovlands IF Kramfors-Alliansen LN 91 Sollefteå HK Svedjeholmens IF Östersunds IK |

| Division 1 Västra A |
| --- |
| Avesta BK Borlänge HF Hedemora SK Hille/Åbyggeby IK Hudiksvalls HC Skutskärs SK Smedjebacken HC ▲ Surahammars IF Söderhamn/Ljusne HC ▲ Valbo AIF Västerås HC |

| Division 1 Västra B                                                                                                   |
| --- |
| Arvika HC Grums IK Hammarö HC IFK Hallsberg IFK Kumla IK IK Viking ▲ Karlskoga HC ▲ Nor IK Skåre BK Sunne IK Åmåls SK |

| Division 1 Östra A                                                                        |
| ----------------------------------------------------------------------------------------- |
| Almtuna IS ▼ Arlanda HC Gimo IF Järfälla HC Skå IK Team Uppsala ▲ Tierps HK ▼ Väsby IK HK |

| Division 1 Östra B                                                                               |
| ------------------------------------------------------------------------------------------------ |
| Botkyrka HC Gnesta IK IFK Salem Linden HC Mälarhöjden/Bredäng Nacka HK Trångsunds IF Värmdö HC ▲ |

| Division 1 Södra |
| --- |
| Borås HC Gislaveds SK ▼ IF Mölndal Hockey IK Hästen IK Pantern Jonstorps IF Kristianstads IK Mariestad BoIS HC Skövde IK Tingsryds AIF ▼ Tyringe SoSS Växjö Lakers HC |

## Grundserier

### Division 1 Norra A
Serien spelades med åtta lag i 14 omgångar. De fyra främsta lagen – Vännäs, Teg (Umeå), Clemensnäs (Skellefteå) och Asplöven (Haparanda) – gick vidare till Allettan Norra. Övriga lag fick spela vidare i vårserien.
| Nr | Lag           | S  | V  | O | F  | GM | IM  | MS  | P  |
| -- | ------------- | -- | -- | - | -- | -- | --- | --- | -- |
| 1  | Vännäs HC     | 14 | 9  | 3 | 2  | 81 | 40  | +41 | 21 |
| 2  | Tegs SK       | 14 | 10 | 0 | 4  | 99 | 46  | +53 | 20 |
| 3  | Clemensnäs HC | 14 | 9  | 2 | 3  | 64 | 34  | +30 | 20 |
| 4  | Asplöven HC   | 14 | 8  | 1 | 5  | 72 | 51  | +21 | 17 |
| 5  | Kalix HF      | 14 | 8  | 0 | 6  | 52 | 55  | −3  | 16 |
| 6  | Malå IF       | 14 | 4  | 1 | 9  | 50 | 82  | −32 | 9  |
| 7  | Älvsby IF     | 14 | 3  | 2 | 9  | 39 | 69  | −30 | 8  |
| 8  | Lycksele SK   | 14 | 0  | 1 | 13 | 30 | 110 | −80 | 1  |

### Division 1 Norra B
Serien spelades med tio lag i 18 omgångar. De fyra främsta lagen – Östersund, Husum, Sollefteå och Brunflo – gick vidare till Allettan Norra. Övriga lag fick spela i vårserien.
| Nr | Lag                  | S  | V  | O | F  | GM  | IM  | MS  | P  |
| -- | -------------------- | -- | -- | - | -- | --- | --- | --- | -- |
| 1  | Östersunds IK        | 18 | 13 | 1 | 4  | 112 | 56  | +56 | 27 |
| 2  | Husum HK             | 18 | 13 | 1 | 4  | 93  | 72  | +21 | 27 |
| 3  | Sollefteå HK         | 18 | 12 | 2 | 4  | 76  | 46  | +30 | 26 |
| 4  | Brunflo IK           | 18 | 11 | 2 | 5  | 79  | 57  | +22 | 24 |
| 5  | AIK Hockey Härnösand | 18 | 10 | 3 | 5  | 81  | 54  | +27 | 23 |
| 6  | LN 91                | 18 | 6  | 2 | 10 | 60  | 73  | −13 | 14 |
| 7  | Kramfors-Alliansen   | 18 | 6  | 0 | 12 | 64  | 89  | −25 | 12 |
| 8  | Bräcke IK            | 18 | 5  | 1 | 12 | 51  | 100 | −49 | 11 |
| 9  | Kovlands IF          | 18 | 4  | 2 | 12 | 65  | 88  | −23 | 10 |
| 10 | Svedjeholmens IF     | 18 | 2  | 2 | 14 | 47  | 93  | −46 | 6  |

### Division 1 Västra A
Serien spelades med 11 lag i 20 omgångar. De fyra främsta lagen – Borlänge, Skutskär, Valbo och Surahammar – gick vidare till Allettan Västra. Övriga lag gick vidare till vårserien.
| Nr | Lag                 | S  | V  | O | F  | GM  | IM  | MS  | P  |
| -- | ------------------- | -- | -- | - | -- | --- | --- | --- | -- |
| 1  | Borlänge HF         | 20 | 13 | 3 | 4  | 116 | 65  | +51 | 29 |
| 2  | Skutskärs SK        | 20 | 11 | 6 | 3  | 87  | 61  | +26 | 28 |
| 3  | Valbo AIF           | 20 | 12 | 3 | 5  | 80  | 51  | +29 | 27 |
| 4  | Surahammars IF      | 20 | 10 | 6 | 4  | 99  | 66  | +33 | 26 |
| 5  | Hedemora SK         | 20 | 12 | 1 | 7  | 98  | 80  | +18 | 25 |
| 6  | Hudiksvalls HC      | 20 | 9  | 5 | 6  | 77  | 72  | +5  | 23 |
| 7  | Hille/Åbyggeby IK   | 20 | 5  | 8 | 7  | 90  | 99  | −9  | 18 |
| 8  | Smedjebacken HC     | 20 | 6  | 2 | 12 | 81  | 101 | −20 | 14 |
| 9  | Västerås HC         | 20 | 5  | 4 | 11 | 64  | 90  | −26 | 14 |
| 10 | Söderhamn/Ljusne HC | 20 | 6  | 2 | 12 | 55  | 86  | −31 | 14 |
| 11 | Avesta BK           | 20 | 0  | 2 | 18 | 41  | 117 | −76 | 2  |

### Division 1 Västra B
Serien spelades med 11 lag i 20 omgångar. De fyra främsta lagen – Sunne, Hallsberg, Kumla och Grums – gick vidare till Allettan Västra. Övriga lag fick spela vidare i vårserien.
| Nr | Lag           | S  | V  | O | F  | GM  | IM  | MS  | P  |
| -- | ------------- | -- | -- | - | -- | --- | --- | --- | -- |
| 1  | Sunne IK      | 20 | 18 | 1 | 1  | 109 | 37  | +72 | 37 |
| 2  | IFK Hallsberg | 20 | 15 | 0 | 5  | 90  | 50  | +40 | 30 |
| 3  | IFK Kumla IK  | 20 | 14 | 0 | 6  | 77  | 40  | +37 | 28 |
| 4  | Grums IK      | 20 | 11 | 4 | 5  | 90  | 61  | +29 | 26 |
| 5  | IK Viking     | 20 | 10 | 1 | 9  | 79  | 70  | +9  | 21 |
| 6  | Skåre BK      | 20 | 8  | 4 | 8  | 79  | 66  | +13 | 20 |
| 7  | Karlskoga HC  | 20 | 7  | 2 | 11 | 69  | 89  | −20 | 16 |
| 8  | Åmåls SK      | 20 | 5  | 3 | 12 | 66  | 107 | −41 | 13 |
| 9  | Arvika HC     | 20 | 3  | 5 | 12 | 69  | 119 | −50 | 11 |
| 10 | Hammarö HC    | 20 | 4  | 2 | 14 | 57  | 91  | −34 | 10 |
| 11 | Nor IK        | 20 | 4  | 0 | 16 | 48  | 103 | −55 | 8  |

### Division 1 Östra A
Serien spelades med åtta lag i 14 omgångar. De fyra främsta lagen – Almtuna), Tierp, Järfälla och Team Uppsala – gick vidare till Allettan Östra. Övriga lag fick spela i fortsättningsserien.
| Nr | Lag          | S  | V  | O | F | GM | IM | MS  | P  |
| -- | ------------ | -- | -- | - | - | -- | -- | --- | -- |
| 1  | Almtuna IS   | 14 | 13 | 0 | 1 | 86 | 27 | +59 | 26 |
| 2  | Tierps HK    | 14 | 8  | 1 | 5 | 43 | 29 | +14 | 17 |
| 3  | Järfälla HC  | 14 | 8  | 0 | 6 | 49 | 39 | +10 | 16 |
| 4  | Team Uppsala | 14 | 6  | 3 | 5 | 49 | 57 | −8  | 15 |
| 5  | Väsby IK HK  | 14 | 5  | 2 | 7 | 49 | 52 | −3  | 12 |
| 6  | Arlanda HC   | 14 | 4  | 2 | 8 | 37 | 53 | −16 | 10 |
| 7  | Gimo IF      | 14 | 3  | 3 | 8 | 42 | 73 | −31 | 9  |
| 8  | Skå IK       | 14 | 2  | 3 | 9 | 38 | 63 | −25 | 7  |

### Division 1 Östra B
Serien spelades med åtta lag i 14 omgångar. De fyra främsta lagen – Botkyrka, Trångsund (Huddinge), Gnesta och Linden (Eskilstuna) – gick vidare till Allettan Östra. Övriga lag fick spela i fortsättningsserien.
| Nr | Lag                        | S  | V | O | F | GM | IM | MS  | P  |
| -- | -------------------------- | -- | - | - | - | -- | -- | --- | -- |
| 1  | Botkyrka HC                | 14 | 7 | 6 | 1 | 50 | 28 | +22 | 20 |
| 2  | Trångsunds IF              | 14 | 5 | 6 | 3 | 56 | 44 | +12 | 16 |
| 3  | Gnesta IK                  | 14 | 5 | 5 | 4 | 47 | 40 | +7  | 15 |
| 4  | Linden HC                  | 14 | 6 | 3 | 5 | 44 | 43 | +1  | 15 |
| 5  | Mälarhöjden/Bredäng Hockey | 14 | 7 | 1 | 6 | 54 | 63 | −9  | 15 |
| 6  | Värmdö HC                  | 14 | 4 | 4 | 6 | 50 | 60 | −10 | 12 |
| 7  | Nacka HK                   | 14 | 4 | 2 | 8 | 40 | 49 | −9  | 10 |
| 8  | IFK Salem                  | 14 | 3 | 3 | 8 | 43 | 57 | −14 | 9  |

### Division 1 Södra
Serien spelades med tolv lag i 44 omgångar. De åtta främsta lagen gick vidare till Förkval. Pantern (Malmö), Kristianstad, Mölndal och Gislaved fick spela Kval till Division 1.
| Nr | Lag               | S  | V  | O  | F  | GM  | IM  | MS   | P  |
| -- | ----------------- | -- | -- | -- | -- | --- | --- | ---- | -- |
| 1  | Växjö Lakers HC   | 44 | 34 | 7  | 3  | 240 | 94  | +146 | 75 |
| 2  | Tingsryds AIF     | 44 | 21 | 10 | 13 | 165 | 128 | +37  | 52 |
| 3  | Skövde IK         | 44 | 23 | 6  | 15 | 140 | 111 | +29  | 52 |
| 4  | Borås HC          | 44 | 21 | 7  | 16 | 175 | 125 | +50  | 49 |
| 5  | Mariestad BoIS HC | 44 | 20 | 8  | 16 | 154 | 143 | +11  | 48 |
| 6  | IK Hästen         | 44 | 21 | 5  | 18 | 155 | 135 | +20  | 47 |
| 7  | Jonstorps IF      | 44 | 19 | 5  | 20 | 161 | 175 | −14  | 43 |
| 8  | Tyringe SoSS      | 44 | 20 | 3  | 21 | 148 | 163 | −15  | 43 |
| 9  | IK Pantern        | 44 | 16 | 5  | 23 | 142 | 172 | −30  | 37 |
| 10 | Kristianstads IK  | 44 | 14 | 8  | 22 | 149 | 172 | −23  | 36 |
| 11 | IF Mölndal Hockey | 44 | 12 | 6  | 26 | 114 | 179 | −65  | 30 |
| 12 | Gislaveds SK      | 44 | 6  | 4  | 34 | 98  | 244 | −146 | 16 |

## Allettan

### Allettan Norra
Kvalificerade lag var de fyra bästa lagen från Division 1 Norra A respektive B. Serien spelades i 14 omgångar. Tegs SK från Umeå vann serien och fick en plats i Kvalserien till Allsvenskan. Asplöven och Östersund tog plats två och tre vilket innebar varsin plats i Playoff. Övriga lag var färdigspelade för säsongen och kvalificerade för Division 1 nästa säsong.
| Nr | Lag           | S  | V | O | F  | GM | IM  | MS  | P  |
| -- | ------------- | -- | - | - | -- | -- | --- | --- | -- |
| 1  | Tegs SK       | 14 | 9 | 3 | 2  | 70 | 46  | +24 | 21 |
| 2  | Asplöven HC   | 14 | 9 | 2 | 3  | 80 | 50  | +30 | 20 |
| 3  | Östersunds IK | 14 | 8 | 2 | 4  | 64 | 48  | +16 | 18 |
| 4  | Brunflo IK    | 14 | 7 | 2 | 5  | 61 | 42  | +19 | 16 |
| 5  | Clemensnäs HC | 14 | 6 | 2 | 6  | 60 | 50  | +10 | 14 |
| 6  | Sollefteå HK  | 14 | 5 | 1 | 8  | 46 | 68  | −22 | 11 |
| 7  | Vännäs HC     | 14 | 4 | 2 | 8  | 50 | 66  | −16 | 10 |
| 8  | Husum HK      | 14 | 0 | 2 | 12 | 40 | 101 | −61 | 2  |

### Allettan Västra
Kvalificerade lag var de fyra bästa lagen från Division 1 Västra A respektive B. Serien spelades i 14 omgångar och de sex främsta lagen gick vidare till Förkval. Lag 7–8 var färdigspelade för säsongen och kvalificerade för Division 1 nästa säsong.
| Nr | Lag            | S  | V  | O | F | GM | IM | MS  | P  |
| -- | -------------- | -- | -- | - | - | -- | -- | --- | -- |
| 1  | Sunne IK       | 14 | 13 | 0 | 1 | 64 | 24 | +40 | 26 |
| 2  | Grums IK       | 14 | 9  | 1 | 4 | 72 | 44 | +28 | 19 |
| 3  | Skutskärs SK   | 14 | 5  | 5 | 4 | 52 | 41 | +11 | 15 |
| 4  | IFK Kumla IK   | 14 | 6  | 2 | 6 | 42 | 39 | +3  | 14 |
| 5  | IFK Hallsberg  | 14 | 5  | 2 | 7 | 45 | 55 | −10 | 12 |
| 6  | Surahammars IF | 14 | 4  | 3 | 7 | 49 | 68 | −19 | 11 |
| 7  | Borlänge HF    | 14 | 3  | 2 | 9 | 46 | 72 | −26 | 8  |
| 8  | Valbo AIF      | 14 | 2  | 3 | 9 | 37 | 64 | −27 | 7  |

### Allettan Östra
Kvalificerade lag var de fyra bästa lagen från Division 1 Östra A respektive B. Serien spelades i 21 omgångar och vinnaren Almtuna IS fick en plats i Kvalserien till Allsvenskan. Botkyrka, Tierp och Järfälla tog platserna 2 till fyra och fick därmed spela i Förkval. Övriga lag var färdigspelade och kvalificerade för Division 1 nästa säsong.
| Nr | Lag           | S  | V  | O | F  | GM  | IM  | MS  | P  |
| -- | ------------- | -- | -- | - | -- | --- | --- | --- | -- |
| 1  | Almtuna IS    | 21 | 18 | 1 | 2  | 114 | 40  | +74 | 37 |
| 2  | Botkyrka HC   | 21 | 13 | 5 | 3  | 92  | 62  | +30 | 31 |
| 3  | Tierps HK     | 21 | 12 | 3 | 6  | 75  | 40  | +35 | 27 |
| 4  | Järfälla HC   | 21 | 10 | 3 | 8  | 65  | 59  | +6  | 23 |
| 5  | Team Uppsala  | 21 | 8  | 4 | 9  | 74  | 83  | −9  | 20 |
| 6  | Linden HC     | 21 | 5  | 3 | 13 | 38  | 79  | −41 | 13 |
| 7  | Gnesta IK     | 21 | 3  | 3 | 15 | 43  | 95  | −52 | 9  |
| 8  | Trångsunds IF | 21 | 3  | 2 | 16 | 65  | 108 | −43 | 8  |

## Vårserier

### Division 1 Norra A vår
Serien bestod av lagen från Division 1 Norra A som inte kvalificerat sig till Allsvenskan samt vinnarna av Division II Norra A respektive B, Brooklyn Tigers HC från Bergnäset, Luleå och Medle SK från Skellefteå. Vid seriens start hade lagen från Division 1 med sig bonuspoäng grundat på resultatet i höstserien: Kalix 4p, Malå 3p, Älvsbyn 2p och Lycksele 1p. Vinnaren av vårserien, Malå, fick en plats i Playoff. Tvåan Älvsbyn var färdigspelade och kvalificerade för Division 1 nästa säsong. Lag tre och fyra - Kalix och Brooklyn Tigers – gick vidare till Kval till Division 1 Norra. De två sista lagen, Lycksele och Medle fick spela Playoff till Division 1.
| Nr | Lag                | S  | V | O | F | GM | IM | MS  | P  |
| -- | ------------------ | -- | - | - | - | -- | -- | --- | -- |
| 1  | Malå IF            | 10 | 7 | 0 | 3 | 51 | 43 | +8  | 17 |
| 2  | Älvsby IF          | 10 | 7 | 0 | 3 | 41 | 37 | +4  | 16 |
| 3  | Kalix HF           | 10 | 5 | 1 | 4 | 41 | 33 | +8  | 15 |
| 4  | Brooklyn Tigers HC | 10 | 5 | 1 | 4 | 41 | 37 | +4  | 11 |
| 5  | Lycksele SK        | 10 | 2 | 1 | 7 | 36 | 46 | −10 | 6  |
| 6  | Medle SK           | 10 | 1 | 3 | 6 | 34 | 48 | −14 | 5  |

### Division 1 Norra B vår
Serien bestod av de sex kvarvarande lagen från Division 1 Norra B som inte hade kvalificerat sig för Allettan samt vinnarna av Division II Norra C respektive D: KB 65 från Örnsköldsvik och Njurunda SK. Vid seriens start hade lagen från Division 1 med sig bonuspoäng grundat på resultatet i höstserien: Härnösand 6p, LN 91 från Nordmaling 5p, Kramfors 4p, Bräcke 3p, Kovland från Sundsvall 2p och Svedjeholmen från Domsjö 1p. Bräcke IK vann serien och fick därmed en plats i Playoff Norra. Lag 2–4 var kvalificerade för Division 1 nästa säsong, medan lag fem och sex – Svedjeholmen och Kramfors – fick plats i Kval till Division 1. Njurunda och KB65 fick spela Playoff till Division 1.
| Nr | Lag                  | S  | V  | O | F  | GM | IM  | MS  | P  |
| -- | -------------------- | -- | -- | - | -- | -- | --- | --- | -- |
| 1  | Bräcke IK            | 14 | 12 | 0 | 2  | 70 | 35  | +35 | 27 |
| 2  | AIK Hockey Härnösand | 14 | 9  | 2 | 3  | 82 | 40  | +42 | 26 |
| 3  | Kovlands IF          | 14 | 8  | 3 | 3  | 62 | 38  | +24 | 21 |
| 4  | LN 91                | 14 | 6  | 1 | 7  | 47 | 51  | −4  | 18 |
| 5  | Svedjeholmens IF     | 14 | 7  | 1 | 6  | 50 | 42  | +8  | 16 |
| 6  | Kramfors-Alliansen   | 14 | 5  | 1 | 8  | 52 | 60  | −8  | 15 |
| 7  | Njurunda SK          | 14 | 5  | 0 | 9  | 45 | 62  | −17 | 10 |
| 8  | KB 65                | 14 | 0  | 0 | 14 | 22 | 108 | −86 | 0  |

### Division 1 Västra A vår
Serien bestod av de sju lagen från Division 1 Västra A som inte hade kvalificerat sig för Allettan. Vid seriens start hade de med sig bonuspoäng baserat på resultatet i höstserien: Hedemora 6p, Hudiksvall 5p, Hille/Åbyggeby från Gävle 4p, Smedjebacken 3p, Västerås 2p och Söderhamn 1p. Hedemora vann serien och fick en plats i Förkval Västra. Lag 2–4 var färdigspelade och kvalificerade för Division 1 nästa säsong. Smedjebacken och Söderhamn gick vidare till Kval till Division 1 medan sista laget, Avesta BK, flyttades ner till Division 2 nästa säsong.
| Nr | Lag                 | S  | V | O | F | GM | IM | MS  | P  |
| -- | ------------------- | -- | - | - | - | -- | -- | --- | -- |
| 1  | Hedemora SK         | 12 | 9 | 2 | 1 | 55 | 36 | +19 | 26 |
| 2  | Hille/Åbyggeby IK   | 12 | 5 | 5 | 2 | 59 | 42 | +17 | 19 |
| 3  | Hudiksvalls HC      | 12 | 6 | 2 | 4 | 47 | 45 | +2  | 19 |
| 4  | Västerås HC         | 12 | 4 | 4 | 4 | 39 | 36 | +3  | 14 |
| 5  | Smedjebacken HC     | 12 | 4 | 0 | 8 | 40 | 57 | −17 | 11 |
| 6  | Söderhamn/Ljusne HC | 12 | 1 | 6 | 5 | 39 | 45 | −6  | 9  |
| 7  | Avesta BK           | 12 | 3 | 1 | 8 | 37 | 55 | −18 | 7  |

### Division 1 Västra B vår
Serien bestod av de sju lagen från Division 1 Västra B som inte hade kvalificerat sig för Allettan. Vid seriens start hade de med sig bonuspoäng baserat på resultatet i höstserien: IK Viking från Hagfors 6p, Skåre från Karlstad 5p, Karlskoga 4p, Åmål 3p, Arvika 2p, Hammarö 1p. IK Viking vann serien och fick därmed en plats i Förkval Västra. Lag 2–4 var färdigspelade och kvalificerad för Division 1 nästa säsong. Hammarö och Åmål gick vidare till Kval till Division 1 Västra. Sista kom Nor IK från Vålberg som därför flyttades ner till Division 2 nästa säsong.
| Nr | Lag          | S  | V | O | F  | GM | IM | MS  | P  |
| -- | ------------ | -- | - | - | -- | -- | -- | --- | -- |
| 1  | IK Viking    | 12 | 9 | 1 | 2  | 72 | 30 | +42 | 25 |
| 2  | Skåre BK     | 12 | 6 | 1 | 5  | 53 | 48 | +5  | 18 |
| 3  | Karlskoga HC | 12 | 5 | 3 | 4  | 58 | 46 | +12 | 17 |
| 4  | Arvika HC    | 12 | 6 | 3 | 3  | 51 | 52 | −1  | 17 |
| 5  | Hammarö HC   | 12 | 5 | 3 | 4  | 42 | 50 | −8  | 14 |
| 6  | Åmåls SK     | 12 | 3 | 4 | 5  | 43 | 44 | −1  | 13 |
| 7  | Nor IK       | 12 | 0 | 1 | 11 | 20 | 69 | −49 | 1  |

### Division 1 Östra forts
Serien bestod av de åtta lag från Division 1 Östra A och B som inte gått vidare till Allettan. Arlanda Wings vann serien och fick platsen i Förkval Östra. Tvåan Väsby var färdigspelade för säsongen och kvalificerade för Division 1 nästa säsong. Skå (från Färingsö) och Värmdö gick vidare till Kval till Division 1 Östra. De fyra sista lagen – Gimo, Nacka Mälarhöjden och Salem – flyttades ner till Division 2 nästa säsong.
| Nr | Lag                   | S  | V  | O | F  | GM  | IM  | MS  | P  |
| -- | --------------------- | -- | -- | - | -- | --- | --- | --- | -- |
| 1  | Arlanda Wings HC      | 21 | 10 | 5 | 6  | 97  | 60  | +37 | 25 |
| 2  | Väsby IK HK           | 21 | 10 | 5 | 6  | 97  | 61  | +36 | 25 |
| 3  | Skå IK                | 21 | 11 | 2 | 8  | 104 | 89  | +15 | 24 |
| 4  | Värmdö HC             | 21 | 10 | 4 | 7  | 88  | 80  | +8  | 24 |
| 5  | Gimo IF               | 21 | 9  | 3 | 9  | 75  | 92  | −17 | 21 |
| 6  | Nacka HK              | 21 | 9  | 1 | 11 | 88  | 93  | −5  | 19 |
| 7  | Mälarh/Bredäng Hockey | 21 | 9  | 1 | 11 | 72  | 102 | −30 | 19 |
| 8  | IFK Salem             | 21 | 3  | 5 | 13 | 64  | 108 | −44 | 11 |

## Förkval till Allsvenskan

### Playoff Norra
Första omgången
- Asplöven HC–Malå IF 5–3, w.o.
- Östersunds IK–Bräcke IK 6–0, 4–1

Andra omgången
- Asplöven HC–Östersunds IK 5–3, 4–1

Asplöven kvalificerade sig för Kvalserien till Allsvenskan.

### Förkval Västra A
Sunne vann förkvalet och fick en plats i  Kvalserien till Allsvenskan. Övriga lag var färdigspelade för säsongen och kvalificerade för Division 1 nästa säsong.
| Nr | Lag           | S | V | O | F | GM | IM | MS  | P  |
| -- | ------------- | - | - | - | - | -- | -- | --- | -- |
| 1  | Sunne IK      | 6 | 5 | 0 | 1 | 27 | 11 | +16 | 10 |
| 2  | IFK Kumla IK  | 6 | 5 | 0 | 1 | 24 | 12 | +12 | 10 |
| 3  | IK Viking     | 6 | 1 | 0 | 5 | 11 | 22 | −11 | 2  |
| 4  | IFK Hallsberg | 6 | 1 | 0 | 5 | 10 | 27 | −17 | 2  |

### Förkval Västra B
Grums vann förkvalet och fick platsen i Kvalserien till Allsvenskan. Övriga lag var färdigspelade för säsongen och kvalificerade för Division 1 nästa säsong.
| Nr | Lag            | S | V | O | F | GM | IM | MS | P |
| -- | -------------- | - | - | - | - | -- | -- | -- | - |
| 1  | Grums IK       | 6 | 3 | 1 | 2 | 23 | 21 | +2 | 7 |
| 2  | Skutskärs SK   | 6 | 3 | 1 | 2 | 22 | 24 | −2 | 7 |
| 3  | Hedemora SK    | 6 | 3 | 0 | 3 | 25 | 20 | +5 | 6 |
| 4  | Surahammars IF | 6 | 2 | 0 | 4 | 20 | 25 | −5 | 4 |

### Förkval Östra
Vinnarna Bokyrka fick en plats i Kvalserien till Allsvenskan. Övriga lag var färdigspelade för säsongen och kvalificerade för Division 1 nästa säsong.
| Nr | Lag              | S | V | O | F | GM | IM | MS  | P |
| -- | ---------------- | - | - | - | - | -- | -- | --- | - |
| 1  | Botkyrka HC      | 6 | 4 | 1 | 1 | 23 | 13 | +10 | 9 |
| 2  | Tierps HK        | 6 | 4 | 0 | 2 | 21 | 13 | +8  | 8 |
| 3  | Arlanda Wings HC | 6 | 2 | 2 | 2 | 18 | 19 | −1  | 6 |
| 4  | Järfälla HC      | 6 | 0 | 1 | 5 | 13 | 30 | −17 | 1 |

### Förkval Södra A
Växjö Lakers vann serien och fick platsen i Kvalserien till Allsvenskan. För övriga lag var säsongen över och de hade kvalificerat sig för Division 1 nästa säsong.
| Nr | Lag             | S | V | O | F | GM | IM | MS  | P  |
| -- | --------------- | - | - | - | - | -- | -- | --- | -- |
| 1  | Växjö Lakers HC | 6 | 6 | 0 | 0 | 40 | 12 | +28 | 12 |
| 2  | Borås HC        | 6 | 3 | 0 | 3 | 20 | 18 | +2  | 6  |
| 3  | IK Hästen       | 6 | 1 | 1 | 4 | 18 | 26 | −8  | 3  |
| 4  | Tyringe SoSS    | 6 | 1 | 1 | 4 | 15 | 37 | −22 | 3  |

### Förkval Södra B
Mariestad BoIS vann serien och platsen i Kvalserien till Allsvenskan. Övriga lag var klara för säsongen och kvalificerade för Division 1 nästa säsong.
| Nr | Lag               | S | V | O | F | GM | IM | MS  | P |
| -- | ----------------- | - | - | - | - | -- | -- | --- | - |
| 1  | Mariestad BoIS HC | 6 | 4 | 1 | 1 | 21 | 17 | +4  | 9 |
| 2  | Tingsryds AIF     | 6 | 3 | 1 | 2 | 20 | 15 | +5  | 7 |
| 3  | Skövde IK         | 6 | 3 | 0 | 3 | 18 | 13 | +5  | 6 |
| 4  | Jonstorps IF      | 6 | 0 | 2 | 4 | 12 | 26 | −14 | 2 |

## Kval till Allsvenskan
Kvalserien till Allsvenskan norra
Almtuna från Uppsala vann serien strax före Teg teg från Umeå. Dessa båda lag tog platserna till Allsvenskan 2003/2004. Övriga lag var kvalificerade för Division 1 nästa säsong. Team Kiruna IF  avstod spel i kvalserien och flyttades direkt ner till division 1.
| Nr | Lag              | S | V | ÖV | ÖF | F | GM | IM | MS  | P  |
| -- | ---------------- | - | - | -- | -- | - | -- | -- | --- | -- |
| 1  | Almtuna IS       | 8 | 5 | 1  | 0  | 2 | 37 | 18 | +19 | 17 |
| 2  | Tegs SK          | 8 | 4 | 1  | 1  | 2 | 35 | 26 | +9  | 15 |
| 3  | Örnsköldsviks SK | 8 | 4 | 1  | 0  | 3 | 34 | 24 | +10 | 14 |
| 4  | Botkyrka HC      | 8 | 3 | 0  | 2  | 3 | 30 | 26 | +4  | 11 |
| 5  | Asplöven HC      | 8 | 1 | 0  | 0  | 7 | 21 | 63 | −42 | 3  |

Kvalserien till Allsvenskan södra
Växjö Lakers HC vann kvalserien sex poäng före Troja. Båda platserna Allsvenskan 2003/2004 gick alltså till Smålandslag. Övriga lag blev kvalificerade för Division 1 nästa säsong.
| Nr | Lag              | S  | V  | ÖV | ÖF | F | GM | IM | MS  | P  |
| -- | ---------------- | -- | -- | -- | -- | - | -- | -- | --- | -- |
| 1  | Växjö Lakers     | 10 | 10 | 0  | 0  | 0 | 54 | 21 | +33 | 30 |
| 2  | IF Troja/Ljungby | 10 | 8  | 0  | 0  | 2 | 33 | 16 | +17 | 24 |
| 3  | Tranås AIF       | 10 | 4  | 1  | 1  | 4 | 48 | 40 | +8  | 15 |
| 4  | Sunne IK         | 10 | 4  | 0  | 1  | 5 | 37 | 32 | +5  | 13 |
| 5  | Mariestad BoIS   | 10 | 1  | 1  | 0  | 8 | 31 | 52 | −21 | 5  |
| 6  | Grums IK         | 10 | 1  | 0  | 0  | 9 | 27 | 69 | −42 | 3  |

## Playoff och kval till Division 1
Playoff Norra A
Playoff Norra var tänkt att spelas mellan lag fem och sex från den norra vårserien A och vinnarna av från vårserierna Division II Norra A respektive B: Överkalix IF och Burträsk HC. Lycksele  och Medle  avstod dock från spel och flyttades därmed ner till Division II. Överkalix och Burträsk gick vidare till Kval till Division 1.
Playoff Norra B
Playoff Norra B spelades mellan lag fem och sex från den norra vårserien B och vinnarna av Division II norras vårserie C och D: Järveds IF och Ånge IK.
- Järveds IF–Njurunda SK 5–6, 2–5
- Ånge IK–KB 65  5–3, 3–4

Ånge och Njurunda vidare till kval till Kval till Division 1 Norra B.
Kval till Division 1 Norra A
Kvalificerade för spel i kvalserien var lag 3–4 från den norra vårserien A samt vinnarna av Playoff Norra A. Serien genomfördes med endast två lag efter att såväl Kalix HF  som Burträsk HC avstått från att delta. För Kalix del innebar det nedflyttning till Division II. Båda deltagande lagen kvalificerade sig för Division 1 följande säsong.
| Nr | Lag                | S | V | O | F | GM | IM | MS | P |
| -- | ------------------ | - | - | - | - | -- | -- | -- | - |
| 1  | Brooklyn Tigers HC | 2 | 1 | 0 | 1 | 8  | 7  | +1 | 2 |
| 2  | Överkalix IF       | 2 | 1 | 0 | 1 | 7  | 8  | −1 | 2 |

Kval till Division 1 Norra B
Kvalificerade för spel i kvalserien var lag 5–6 från den norra vårserien B samt vinnarna av Playoff Norra B. Serien spelades med fyra lag i sex omgångar. Kramfors-Alliansen vann före Svedjeholmen. Båda lagen försvarade därmed sina platser i Division 1 till följande säsong. Övriga lag fick spela kvar i Division 2.
| Nr | Lag                | S | V | O | F | GM | IM | MS  | P  |
| -- | ------------------ | - | - | - | - | -- | -- | --- | -- |
| 1  | Kramfors-Alliansen | 6 | 6 | 0 | 0 | 41 | 10 | +31 | 12 |
| 2  | Svedjeholmens IF   | 6 | 4 | 0 | 2 | 31 | 21 | +10 | 8  |
| 3  | Njurunda SK        | 6 | 2 | 0 | 4 | 18 | 25 | −7  | 4  |
| 4  | Ånge IK            | 6 | 0 | 0 | 6 | 12 | 46 | −34 | 0  |

Kval till Division 1 Västra A
Serien spelades av fyra lag i sex omgångar. De två främsta lagen – Falun och Smedjebacken – fick spela i Division 1 följande säsong. Övriga lag är kvalificerade för Division 2.
| Nr | Lag                 | S | V | O | F | GM | IM | MS  | P  |
| -- | ------------------- | - | - | - | - | -- | -- | --- | -- |
| 1  | Falu IF             | 6 | 5 | 1 | 0 | 35 | 12 | +23 | 11 |
| 2  | Smedjebacken HC     | 6 | 3 | 0 | 3 | 25 | 25 | 0   | 6  |
| 3  | IF Noretpojkarna    | 6 | 2 | 1 | 3 | 25 | 28 | −3  | 5  |
| 4  | Söderhamn/Ljusne HC | 6 | 1 | 0 | 5 | 17 | 37 | −20 | 2  |

Kval till Division 1 Västra B
Serien spelades av fyra lag i sex omgångar. Köping vann före Forshaga. Båda lagen var därmed klara för Division 1 följande säsong. Övriga lag var klara för Division 2.
| Nr | Lag         | S | V | O | F | GM | IM | MS | P |
| -- | ----------- | - | - | - | - | -- | -- | -- | - |
| 1  | Köping HC   | 6 | 3 | 2 | 1 | 17 | 15 | +2 | 8 |
| 2  | Forshaga IF | 6 | 3 | 1 | 2 | 21 | 19 | +2 | 7 |
| 3  | Åmåls SK    | 6 | 3 | 0 | 3 | 21 | 19 | +2 | 6 |
| 4  | Hammarö HC  | 6 | 1 | 1 | 4 | 16 | 22 | −6 | 3 |

Kval till Division 1 Östra
Serien spelades av fyra lag i sex omgångar. Skå och Värmdö försvarade sina platser i Division 1 följande säsong. Haninge och Sollentuna fick fortsätta i Division 2.
| Nr | Lag           | S | V | O | F | GM | IM | MS  | P |
| -- | ------------- | - | - | - | - | -- | -- | --- | - |
| 1  | Skå IK        | 6 | 3 | 2 | 1 | 27 | 16 | +11 | 8 |
| 2  | Värmdö HC     | 6 | 4 | 0 | 2 | 17 | 23 | −6  | 8 |
| 3  | Haninge HF    | 6 | 2 | 3 | 1 | 26 | 18 | +8  | 7 |
| 4  | Sollentuna HC | 6 | 0 | 1 | 5 | 15 | 28 | −13 | 1 |

Kval till Division 1 Södra
Kvalet till Division 1 Södra spelades i två serier med sex lag i varje. De två främsta lagen i respektive serie var klara för Division 1 följande säsong. Övriga lag fick spela i Division 2. Mölndal  tackade nej till sin plats i Division 1 till nästa säsong. Istället flyttades Osby upp.
Kvalserie A
| Nr | Lag                 | S  | V | O | F | GM | IM | MS  | P  |
| -- | ------------------- | -- | - | - | - | -- | -- | --- | -- |
| 1  | Tvåstad Cobras      | 10 | 9 | 0 | 1 | 51 | 31 | +20 | 18 |
| 2  | IF Mölndal Hockey   | 10 | 5 | 1 | 4 | 48 | 34 | +14 | 11 |
| 3  | Nittorps IK         | 10 | 4 | 3 | 3 | 26 | 31 | −5  | 11 |
| 4  | HK Kings Kungsbacka | 10 | 5 | 0 | 5 | 41 | 39 | +2  | 10 |
| 5  | Gislaveds SK        | 10 | 4 | 1 | 5 | 38 | 38 | 0   | 9  |
| 6  | Göteborgs IK        | 10 | 0 | 1 | 9 | 22 | 53 | −31 | 1  |

Kvalserie B
| Nr | Lag              | S  | V | O | F | GM | IM | MS  | P  |
| -- | ---------------- | -- | - | - | - | -- | -- | --- | -- |
| 1  | IK Pantern       | 10 | 7 | 1 | 2 | 51 | 26 | +25 | 15 |
| 2  | Olofströms IK    | 10 | 7 | 0 | 3 | 42 | 31 | +11 | 14 |
| 3  | Osby IK          | 10 | 5 | 2 | 3 | 40 | 31 | +9  | 12 |
| 4  | Kristianstads IK | 10 | 5 | 1 | 4 | 39 | 29 | +10 | 11 |
| 5  | Vimmerby Hockey  | 10 | 2 | 3 | 5 | 25 | 45 | −20 | 7  |
| 6  | Helsingborgs HC  | 10 | 0 | 1 | 9 | 17 | 52 | −35 | 1  |